# La taberna del Buda
La taberna del Buda és el tercer àlbum d'estudi del grup Café Quijano. Va eixir a la venda en el mercat espanyol en 2001. El CD conté 11 cançons originals i una reedició de la cançó Otra vez (Qué pena de mí) cantada amb Olga Tañón.

## Llista de cançons
| Número | Títol                      | Duració |
| ------ | -------------------------- | ------- |
| 1      | Nada de ná                 | 3:42    |
| 2      | De piratas                 | 3:50    |
| 3      | Desde Brasil               | 3:53    |
| 4      | Lucía, la corista          | 4:20    |
| 5      | Qué le debo a la vida      | 4:02    |
| 6      | En aquel hotel jamaicano   | 3:53    |
| 7      | La taberna del Buda        | 3:49    |
| 8      | Otra vez (Qué pena de mí)  | 4:19    |
| 9      | Las llaves de Raquel       | 3:54    |
| 10     | Qué poca cosa              | 4:10    |
| 11     | En mis besos               | 3:36    |
| 12     | Otra vez (Qué pena de mí)* | 4:19    |

- (*) - cantada a duo amb Olga Tañón